# Egesina mjobergi
Egesina mjobergi är en skalbaggsart som beskrevs av Stefan von Breuning 1950. Egesina mjobergi ingår i släktet Egesina och familjen långhorningar.
Artens utbredningsområde är Sarawak. Inga underarter finns listade i Catalogue of Life.